# A nép szolgája (televíziós sorozat)
A nép szolgája (ukránulː Слуга народу, magyar átírással Szluha narodu, oroszulː Слуга народа) 2015 és 2019 között vetített ukrán televíziós sorozat, műfaját tekintve politikai szatíra és vígjáték. Megalkotója, és egyben főszereplője Volodimir Olekszandrovics Zelenszkij. A sorozat középpontjában egy középiskolai történelemtanár, Vaszilij Petrovics Goloborodko áll, akit váratlanul Ukrajna elnökévé választanak, miután az egyik diákja által titokban rögzített, és a közösségi médiába feltöltött videón az látható, ahogyan trágár kirohanást intéz az ország mindennapjait megkeserítő korrupció ellen. Érdekesség, hogy a sorozatot készítő, és a főszerepet is játszó Volodimir Zelenszkijt a 2019-es elnökválasztáson ténylegesen az ország elnökévé választották.
A sorozatot a Kvartal–95 filmstúdió készítette, és az 1+1 csatornán mutatták be 2015-ben. Összesen három évadot élt meg. Zelenszkij később a sorozatról nevezte el saját pártját, A Nép Szolgáját. A Netflix is műsorra tűzte, miután a 2022-es Ukrajna elleni orosz invázió során nagy népszerűségre tett szert. Magyarországon az RTL mutatta be, 2022. március 20-tól.

## Tartalom
Vaszilij Petrovics Goloborodko egy harmincas éveiben járó, szórakozott történelemtanár, aki a szüleivel él Kijevben. Egy alkalommal munkahelyén dühösen kifakadva ostorozza az ukrán kormányt, és az egész országot uraló korrupt rendszert. Ezt a tudtán kívül egyik tanítványa az okostelefonjával rögzíti, majd a felvételt feltölti a YouTube-ra. A videó rövid idő alatt óriási népszerűségre tesz szert. Diákjai a tanáruk akarata ellenére online kampányt indítanak neki, az ukrajnai elnökválasztáson való indulása érdekében. A választást a megdöbbent tanár elsöprő többséggel megnyeri. Hivatalba lépése elején Vaszilij kényelmetlenül érzi magát a rá nehezülő nagy felelősség miatt, de fokozatosan belerázódik az elnöki feladatokba, és úgy dönt, hogy felszámolja a korrupciót az országában.

## Szereplők
| Szereplő                               | Eredeti hang                                           | Magyar hang        | Leírás |
| -------------------------------------- | ------------------------------------------------------ | ------------------ | --- |
| Vaszilij Petrovics Goloborodko / Grisa | Volodimir Zelenszkij                                   | Papp Dániel        | Középiskolás tanár, akit váratlanul Ukrajna elnökévé választanak. Grisa, Vaszilij hasonmása, az elnök helyett avat fel szobrokat és vodkázik Fehéroroszország elnökével |
| Jurij Ivanovics Csujko                 | Sztaniszlav Boklan                                     | Epres Attila       | Ukrajna korrupt miniszterelnöke |
| Szergej Viktorovics Muhin              | Jevhen Kosovij                                         | N/A                | Ukrajna külügyminisztere, Vaszilij korábbi osztálytársa, aki korábban színész volt.                                                                                     |
| Olha Jurijevna Misenko                 | Olena Kravec                                           | Solecki Janka      | Vaszilij volt felesége, Nemzeti Bank igazgatója. Később megbízott miniszterelnök.                                                                                       |
| Mihajlo Ivanovics Szanin               | Jurij Krapov                                           | N/A                | Ukrajna pénzügyminisztere. Vaszilij egykori osztálytársa, Szvitlana férje                                                                                               |
| Mikael Asotovics Taszunjan             | Mihajlo Fatalov                                        | N/A                | Vaszilij volt osztálytársa és barátja, az ukrán titkosszolgálat (SBU) vezetője, örmény-ukrán származású.                                                                |
| Ivan Andrijovics Szkopik               | Olekszandr Pikalov                                     | N/A                | Ukrajna védelmi minisztere, Vaszilij egykori osztálytársa, egykori haditengerészeti kapitány.                                                                           |
| Petro Vasziljovics Goloborodko         | Viktor Szarajkin                                       | Rosta Sándor       | Vaszilij apja. |
| Marija Sztefanivna Goloborodko         | Natalija Szumszka                                      | Menszátor Magdolna | Vaszilij anyja, ápolónő |
| Szvitlana Petrivna Szahno              | Katerina Kiszten                                       | N/A                | Vaszilij nővére. Vasúti alkalmazott volt, Mihajlo Ivanovics menyasszonya                                                                                                |
| Okszana Szkovoroda                     | Olha Zsukovcova                                        | Nemes Takách Kata  | Szergej titkárnője, később külügyminiszter-helyettes |
| Tolja vagy Tolik                       | Georgij Povolockij                                     | N/A                | Vaszilij biztonsági őre, akit később kirúg, majd visszavesz |
| Dimitrij Vasziljevics Szurikov         | Dimitrij Szurzsikov                                    | N/A                | Ukrajna új miniszterelnöke, a Nemzeti Bank Felügyelő Bizottságának volt elnöke, a harmadik évad első részében Ukrajna megválasztott elnöke.                             |
| Anna Mihajlovna                        | Galina Bezruk (1. évad) Anasztazia Csepeljuk (2. évad) | N/A                | Vaszilij szeretője és tanácsadója, akiről kiderül, hogy az oligarcháknak dolgozik. a Fejlesztési Osztály szakembere                                                     |
| Natalja                                | Anna Kosmal                                            | Hermann Lilla      | Vaszilij unokahúga. |
| Bella Rudolfovna                       | Valentina Iscsenko                                     | N/A                | Vaszilij titkára. |
| Asszisztens                            | Sztepan Kazanin                                        | N/A                | Vaszilij asszisztense. |
| Szergej Leonidovics Karaszjuk          | Olekszij Szmolka                                       | Kapácsy Miklós     | Vaszilij ellenfele, frakcióvezető |
| Szergej Pavlovics                      | Olekszij Kirjuscsenko                                  | N/A                | Ukrajna volt elnöke |
| Nina Jegorivna Tretyjak                | Tetjana Pecsonkina                                     | N/A                | Vaszilij volt tanára, az ukrán titkosszolgálat volt elnöke |
| Plutarkhosz                            | Jurij Hrebeljnik                                       | N/A                | |
| Szergej Susseldorf, XIV. Lajos         | Olekszij Vertinszkij                                   | N/A                | tervező |
| Mihail Szemjonovics Nemcsuk            | Oleg Maslennikov                                       | Fehér Péter        | oligarcha |
| Raisa Andrejevna                       | Olena Bogdaneva Rjepina                                | N/A                | iskolaigazgató |
| Jana Klimenko                          | Anasztazia Karpenko                                    | N/A                | ellenzéki újságíró |
| Andrij Volodimirovics Jakovlev         | Mihajlo Auguszt                                        | N/A                | Ukrajna kulturális minisztere |
| Mihail Szemenovics                     | Danilo Oszkij                                          | Koncz István       | oligarcha |
| Dima                                   | Rinat Habibulin                                        | N/A                | Vaszilij fia |
| Mikola Pavlovics Pilipenko             | Olekszandr Damilycsenko                                | Csuha Lajos        | házfelügyelő |
| Andrij Romanij                         |                                                        | N/A                | A Dialog nevű politikai talk-show házigazdája |
| Rusztem Asotovics Mamatov              |                                                        | Dézsy Szabó Gábor  | oligarcha |
| Levcsenko, diák                        |                                                        | Pekár Adrienn      | |
| Glotov, diák                           |                                                        | Penke Bence        | Ő veszi fel és tölti fel azt a videót az internetre, ami miatt Vaszilijt megválasztják Ukrajna elnökévé                                                                 |
| Barack Obama                           |                                                        | Karsai István      | Az USA elnöke |
| Anatolij Boroszovics Bugaj             |                                                        | Szokol Péter       | bankigazgató |
| Dimitrij Melenevszkij                  |                                                        |                    | Karaszjuk testőre |
| Nazar Dobrivecser                      | Nazar Zadnyiprovszkij                                  |                    | Zaporizzsja város polgármestere |

## Epizódok
Összesen 51 epizód készült, az évadok első része dupla epizód, az első két évad 24-24 részes. A harmadik évad mindössze három részből áll. A második és a harmadik évad alcímeket is kapott.

### Első évad (2015)
| Sor. | Év. | Cím      | Premier                              |
| --- | --- | -------- | ------------------------------------ |
| 1. | 1.  | 1. rész  | 2015. november 16. 2022. március 20. |
| Az epizód elején Ukrajna oligarchái egy titkos találkozón épp azon mesterkednek, hogy egy olyan elnököt válasszanak meg a következő választáson, aki a nép egyszerű gyermekének tűnik, de valójában a kezükben tartják. Vaszilij Goloborodko egy egyszerű középiskolai történelemtanár, aki otthon él a szüleivel és az unokahúgával, s egy nap meglepetten tapasztalja, hogy őt választották meg elnöknek. Ennek megvolt az előzménye is: jó pár héttel korábban egy kirohanást intézett kollégája előtt az ukrán politikai rendszer ellen, a videó felkerült a YouTube-ra, virálissá vált, és ez hozta meg a népszerűséget. |     |          |                                      |
| 2. | 2.  | 2. rész  | 2015. november 16. 2022. március 20. |
| Vaszilijt első napján alaposan megdolgoztatják: propagandafényképek készülnek vele, valamint egy dossziét adnak neki, amiben le vannak írva az első sajtótájékoztatóján a kérdésekre adandó válaszok. Ám amikor szabadon kezd el fogalmazni, mindenkinek válaszol, és a régi iskolájába visszatérve is általános szeretettel találkozik, az oligarchák rájönnek: az elnököt egyikük sem irányítja. |     |          |                                      |
| 3. | 3.  | 3. rész  | 2015. november 17. 2022. március 27. |
| Most, hogy elnökként ébred, Vaszilij meglepődik, hogy a családja mennyire alázatos vele szemben. Egyvalakit kivéve: az unokahúgát, Natanját és Szvetlanát, Vaszilij testvérét. Eközben az oligarchák igyekeznek titkokat találni az életében, amivel szorongatni tudják. Vaszilij családja elmegy ruhát vásárolni a beiktatási ceremóniára. |     |          |                                      |
| 4. | 4.  | 4. rész  | 2015. november 17. 2022. március 27. |
| Vaszilij készül az elnöki beiktatásra, és kap maga mellé egy beszédírót. Natanja exbarátja váratlanul megjelenik a családjával együtt - most, hogy ő egy elnök közvetlen rokona, újra el akarja csábítani őt. |     |          |                                      |
| 5. | 5.  | 5. rész  | 2015. november 18. 2022. április 3.  |
| Az elnök első munkanapjára kisbusszal indul, közben a miniszterelnök is elkíséri őt. Vaszilij apja úgy gondolja, itt az ideje nagy lábon élni, és vesz jó pár drága holmit. Vaszilij az első munkanapján kap maga mellé egy titkárnőt, illetve átveszi az előző elnöktől az elnöki hivatalt. |     |          |                                      |
| 6. | 6.  | 6. rész  | 2015. november 18. 2022. április 3.  |
| Vaszilij családja örül, hogy renoválják a házukat, és máris arról ábrándoznak, hogy beköltözhetnek az elnöki luxusrezidenciába. Vaszilij maga pedig találkozik a miniszterekkel és felkeresi a kabinetet és a parlamentet. Első bejelentései között hadat üzent a fényűzésnek, miközben lelki szemei előtt Che Guevara jelenik meg, aki radikális lépésekre sarkallja. |     |          |                                      |
| 7. | 7.  | 7. rész  | 2015. november 19. 2022. április 10. |
| Vaszilij új módit vezet be: valamennyi kormányhivatalt kiköltöztet a belvárosból a külvárosba, és kiadja, hogy luxusautók helyett mindenki biciklivel kell hogy közlekedjen. |     |          |                                      |
| 8. | 8.  | 8. rész  | 2015. november 19. 2022. április 10. |
| Forradalmi ötletként a miniszterek kiválasztása versenyeztetés útján történne. A baj csak az, hogy a szisztéma korrupt, és az oligarchák saját embereiket akarják keresztülverni. Vaszilij véletlenül rájön erre, és hozzá hűségesnek gondolt emberekbe veti bizalmát. |     |          |                                      |
| 9. | 9.  | 9. rész  | 2015. november 23. 2022. április 24. |
| Az új kormány ellenszélben kezdi meg a munkáját, sokan szeretnék őket leváltva látni. A tábornokok körében is karcsúsítást szeretnének eszközölni. A titkosszolgálatok fejének teájába ráadásul bele is kevernek valamit. |     |          |                                      |
| 10. | 10. | 10. rész | 2015. november 23. 2022. április 24. |
| Nyina Jegorovna, a titkosszolgálat volt feje eltűnik, Vaszilij pedig kétségbeesetten keresi. Ezalatt az oligarchák úgy döntenek, hogy megvesztegetik a minisztereket. |     |          |                                      |
| 11. | 11. | 11. rész | 2015. november 24. 2022. május 1.    |
| Több miniszter nemcsak hogy kenőpénzt fogad el, de kevesli is az összeget. Közben az elnök találkozik a gazdákkal. |     |          |                                      |
| 12. | 12. | 12. rész | 2015. november 24. 2022. május 1.    |
| Az elnök adóreformot akar bevezetni, amivel nagyban egyszerűsítené az adózást. Hogy eljuttassa a tervet a szélesebb tömegekhez is, úgy dönt, reklámot készíttet. |     |          |                                      |
| 13. | 13. | 13. rész | 2015. november 25. 2022. május 8.    |
| Miközben az adóreform Vaszilij családjára, különösen az apjára is hatással van, az adóhivatal elkezdi ellenőrizni a hivatalnokokat. Hamar kiderül, hogy sokaknak nem a saját, hanem rokonaik nevére van íratva a legtöbb vagyontárgyuk, ők pedig papíron rettentő szegények. |     |          |                                      |
| 14. | 14. | 14. rész | 2015. november 25. 2022. május 8.    |
| Vaszilij úgy dönt, hogy elfogadja a személyi védelmet, eközben az adóhatóság vezetője olyan ügyeket derít fel, ami már az oligarchákat is komolyan aggasztja. |     |          |                                      |
| 15. | 15. | 15. rész | 2015. november 26. 2022. május 15.   |
| Natalja be akar kerülni valamelyik minisztériumhoz, de sehol nem akarják foglalkoztatni. Vaszilij eközben a költségvetésben talált plusz a kijevi utak felújítására szeretné költeni. |     |          |                                      |
| 16. | 16. | 16. rész | 2015. november 26. 2022. május 15.   |
| 17. | 17. | 17. rész | 2015. november 30. 2022. május 22.   |
| 18. | 18. | 18. rész | 2015. december 1. 2022. május 22.    |
| 19. | 19. | 19. rész | 2015. december 2. 2022. május 29.    |
| 20. | 20. | 20. rész | 2015. december 3. 2022. május 29.    |
| 21. | 21. | 21. rész | 2015. december 7. 2022. június 5.    |
| 22. | 22. | 22. rész | 2015. december 8. 2022. június 5.    |
| 23. | 23. | 23. rész | 2015. december 9. 2022. június 12.   |
| 24. | 24. | 24. rész | 2015. december 9. 2022. június 12.   |

### Második évad: Szerelemtől a vádemelésig (2017)
| Sor. | Év. | Cím      | Premier                                |
| ---- | --- | -------- | -------------------------------------- |
| 25.  | 1.  | 25. rész | 2017. október 23. 2022. június 19.     |
| 26.  | 2.  | 26. rész | 2017. október 23. 2022. június 19.     |
| 27.  | 3.  | 27. rész | 2017. október 24. 2022. június 26.     |
| 28.  | 4.  | 28. rész | 2017. október 24. 2022. június 26.     |
| 29.  | 5.  | 29. rész | 2017. október 25. 2022. július 3.      |
| 30.  | 6.  | 30. rész | 2017. október 25. 2022. július 3.      |
| 31.  | 7.  | 31. rész | 2017. október 26. 2022. július 10.     |
| 32.  | 8.  | 32. rész | 2017. október 26. 2022. július 10.     |
| 33.  | 9.  | 33. rész | 2017. október 30. 2022. július 17.     |
| 34.  | 10. | 34. rész | 2017. október 30. 2022. július 17.     |
| 35.  | 11. | 35. rész | 2017. október 31. 2022. július 24.     |
| 36.  | 12. | 36. rész | 2017. október 31. 2022. július 31.     |
| 37.  | 13. | 37. rész | 2017. november 1. 2022. augusztus 7.   |
| 38.  | 14. | 38. rész | 2017. november 1. 2022. augusztus 14.  |
| 39.  | 15. | 39. rész | 2017. november 2. 2022. augusztus 21.  |
| 40.  | 16. | 40. rész | 2017. november 2. 2022. augusztus 28.  |
| 41.  | 17. | 41. rész | 2017. november 6. 2022. szeptember 4.  |
| 42.  | 18. | 42. rész | 2017. november 7. 2022. szeptember 11. |
| 43.  | 19. | 43. rész | 2017. november 8. 2022. szeptember 18. |
| 44.  | 20. | 44. rész | 2017. november 9. 2022. szeptember 25. |
| 45.  | 21. | 45. rész | 2017. november 13. 2022. október 2.    |
| 46.  | 22. | 46. rész | 2017. november 14. 2022. október 9.    |
| 47.  | 23. | 47. rész | 2017. november 15. 2022. október 16.   |
| 48.  | 24. | 48. rész | 2017. november 16. 2022. október 30.   |

### Harmadik évad: Választás (2019)
| Sor. | Év. | Cím      | Premier                              |
| ---- | --- | -------- | ------------------------------------ |
| 49.  | 1.  | 49. rész | 2019. március 27. 2022. november 5.  |
| 50.  | 2.  | 50. rész | 2019. március 27. 2022. november 12. |
| 51.  | 3.  | 51. rész | 2019. március 28. 2022. november 19. |

## Bemutató
A nép szolgája Ukrajnában az 1+1 tévécsatornán került adásba. A stúdió az összes epizódot közzétette a YouTube-on is. A sorozat több országban a Netflixen is elérhető streaming és letöltés céljából. Fehéroroszországban a Belarus-1 csatorna kezdte vetíteni, Oroszországban a TNT tűzte műsorra. Több más országban is adásba került, így Albániában, Bulgáriában, az Egyesült Királyságban, Észtországban, Finnországban, Franciaországban, Grúziában, Görögországban, Koszovóban, Litvániában, Moldovában, Németországban, Olaszországban, Romániában, Spanyolországban, Szerbiában, Szlovákiában és Tunéziában.
Magyarországon az RTL vetítette 2022. március 20-tól az első évadot, június 19-től a másodikat, november 5-től pedig a harmadikat.

## Fordítás
Ez a szócikk részben vagy egészben  a   Servant of the People (TV series) című angol Wikipédia-szócikk ezen változatának fordításán alapul.  Az eredeti cikk szerkesztőit annak laptörténete sorolja fel. Ez a jelzés csupán a megfogalmazás eredetét és a szerzői jogokat jelzi, nem szolgál a cikkben szereplő információk forrásmegjelöléseként.